# 아나톨리 벨로글라조프
아나톨리 알렉세예비치 벨로글라조프(러시아어: Анато́лий Алексе́евич Белогла́зов, 1956년 9월 16일~)는 소련의 레슬링 선수, 러시아의 레슬링 감독이다. 1980년 하계 올림픽에서 남자 자유형 플라이급 금메달을 획득했고 세계 레슬링 선수권 대회에서 3회, 유럽 레슬링 선수권 대회에서 1회 우승했다. 은퇴 후에는 캐나다, 오스트레일리아, 벨라루스, 러시아 레슬링 대표팀 감독을 맡았다.
쌍둥이 형제인 세르게이도 소련 레슬링 국가대표로 활동하였으며 마찬가지로 올림픽, 세계 선수권 대회, 유럽 선수권 대회에서 우승했다. 벨로글라조프 형제는 미국의 데이브와 마크 슐츠 형제와 함께 레슬링 국제 대회에서 가장 큰 성과를 낸 쌍둥이 형제로 간주된다.